# Březová (ort i Tjeckien, Zlín, lat 49,26, long 17,79)
Březová är en ort i Tjeckien.   Den ligger i regionen Zlín, i den östra delen av landet, 260 km öster om huvudstaden Prag. Březová ligger 354 meter över havet och antalet invånare är 477.
Terrängen runt Březová är kuperad österut, men västerut är den platt.Runt Březová är det ganska tätbefolkat, med 149 invånare per kvadratkilometer. Närmaste större samhälle är Zlín, 9,5 km väster om Březová. I omgivningarna runt Březová växer i huvudsak blandskog.